# Les Porte-Mentaux
 (mai 2025).
Si vous disposez d'ouvrages ou d'articles de référence ou si vous connaissez des sites web de qualité traitant du thème abordé ici, merci de compléter l'article en donnant les références utiles à sa vérifiabilité et en les liant à la section « Notes et références ».
Les Porte-Mentaux est un groupe de punk rock français, originaire de Paris, en Île-de-France. Il est formé en 1978 autour de Michel Paul dit BB, et qui connaitra un important succès public en 1987 avec la chanson Elsa Fraulein.

## Biographie

### Première période (1978–1990)
Les Porte-Mentaux sont formés en 1978 par Michel Paul (1960–2005), auteur, compositeur, guitariste et chanteur, plus connu sous le pseudonyme de BB Rock ou plus simplement BB, et parfois encore John Paul ou Chockers. Le groupe s'inscrit dans la mouvance punk-rock et anarcho-punk des années 1980 à Paris, entretenant des rapports étroits avec des groupes et artistes de la scène alternative tels que Parabellum, OTH, La Souris Déglinguée, Mano Negra, Bérurier noir, Babylon Fighters, Blessed Virgins.
Le nom des Porte-Mentaux vient à la fois des initiales de Michel Paul et d'un jeu de mots trouvé en 1978 par Michel et Stéphane, un de ses amis du 11e arrondissement parisien : « un porte-mental, des porte-mentaux ». Pour son retour à la musique en 1995, Michel choisira un nom constitué de son pseudonyme, BB, et du X de la « génération X » qui lui est chère. Les autres noms envisagés, Heroïc Fantasy et Né sous X, n'ayant pas été retenus, c'est sous le nom de BBX que Michel joue ses concerts, avant d'y adjoindre sur les affiches et flyers la mention « Ex-leader des Porte-Mentaux » dont le groupe reprendra finalement le nom à l’aube du nouveau millénaire.
Les Porte-Mentaux participent à de nombreuses tournées qui rassemblent généralement plusieurs groupes de la scène alternative, en France (Rock en France avec Blessed Virgins et La Souris Déglinguée) et en Europe (Hollande avec Manu Chao/ Hot Pants, Pologne…), ainsi qu'à plusieurs compilations. Le 8 mai 1984 marque une date essentielle pour le groupe, qui voit le départ conjoint de son guitariste Roger « Schultz » Fritch, de son bassiste Roland « Chamallow » Chamara et de son manager Fabrice « Géant Vert », qui claquent la porte pour fonder leur propre groupe, dont le nom viendra d’un t-shirt que Géant Vert s’était fabriqué en y inscrivant la citation latine Si Vis Pacem Para Bellvm (« Si tu veux la paix, prépare la guerre »), Parabellum. Michel Paul et Marc « Koko » Faisan recrutent alors plusieurs musiciens : d’abord Fabrice Paligiano à la guitare, puis Sylvain Thollon à la basse. Entre 1984 et 1988 paraissent plusieurs albums et singles de cette formation renouvelée. 
Le titre Elsa Fräulein sort en single en 1987, bénéficie d'un large succès public (plus de 150 000 exemplaires) et entre au top 50, classement dans lequel il reste neuf semaines en 1988, atteignant la 32e place. Pendant quatre ans, les Porte-Mentaux font alors entre cent-cinquante et deux-cents concerts en moyenne chaque année. Ce titre, le plus connu du groupe, provient d’une affiche de film que Michel Paul voyait régulièrement sur un cinéma situé à côté de chez lui : Elsa Fräulein SS (le film porte également les noms de Captive Women 4, Elsa : Fraulein SS ou Fraulein Kitty), film érotique français réalisé par Patrice Rhomm en 1977. Michel Paul compose ce titre de longues années avant sa sortie, comme Schulz le mentionne à diverses reprises lors d’interviews évoquant les débuts de Parabellum et dans la biographie du groupe sur le portail Spirit of Rock.
Divers problèmes, notamment liés à diverses addictions, mènent le groupe à sa séparation en 1990. Chaque membre explore alors différentes pistes.

### Deuxième période (1996–2005)
Le groupe se reforme en 1996 avec Michel Paul/BB accompagné de Chris Lardant à la guitare. Après avoir auditionné bassistes et batteurs sur Paris à partir de deux compositions existantes, Pascal Louvigny à la basse et au chant et Fred Magnan à la batterie sont retenus. Ainsi, une nouvelle formation est constituée que Dany Morvan rejoint quelque temps plus tard aux claviers.
Puis suivirent Paul Peterson,Drum, Hervé Guillet ,Basse et Fred Giraud (Mister Noisy) Guitare jusqu'en 2004 avec un rythme soutenu de six à neuf heures par semaine. 
Une vingtaine de morceaux est composée, dont certains instrumentaux, mais également les reprises des titres historiques du groupe, Elsa Fraulein, Bleu Blanc Noir, Un grand Bateau, et Ah ça ira ça ira.
Qqs passages live également durant ce laps de temps.
Magasin 4,la Zone en Belgique, etc.
Plusieurs passages en studio (Studio de La Seine...) matérialisent ces compositions en 1997, 1998 et 1999. La première session depuis leur retour s'effectue en juillet 1997 au Studio de La Seine, avec l'ingénieur du son Philippe Brun. Parallèlement aux Porte-Mentaux, BB/Michel Paul lance un projet solo en 2001 et 2002 pour explorer de nouvelles pistes musicales sous le nom de Kanzen, projet qu'il ne peut mener jusqu’au bout : il meurt à l’âge de 45 ans le 9 février 2005 mettant un point final à l'histoire des Porte-Mentaux. Depuis sa disparition en 2005, le portail musical Zicazic fondé par Michel Paul/BB (sous le pseudonyme Chockers) est géré par Fred Delforge.

## Membres

### Anciens membres
- Michel Paul - guitare, chant (1978-2005, décédé en 2005)
- Hervé Guillet - basse
- Fred Giraud - guitare  (1998-2004)
- Paul Peterson - batterie
- Jorge Baldaia - guitare, chant
- Alex - guitare (1978-1981)
- Florent Deguin - guitare
- Chris Lardant - guitare, chœurs (1996)
- Alain Cantarel -basse, chœurs (1997-1998)
- Fabrice Palligiano - guitare, chœurs (1984-1990)
- Daniel Puhec - guitare
- Roger Fritch (Schultz) - guitare (1983-1984, décédé en 2014)
- Sven Pohlhammer - guitare (1983-1984, décédé en 2017)
- Tristan - guitare
- Gégène - basse (1980)
- Hubert - basse (1997-2001)
- Pascal Louvigny - basse, chant, 2e voix et chœur (1996-1997)
- Luc - basse (1981)
- Pierre Moussi - basse
- Roland « Chamallow » Chamarat - basse (1983-1984, décédé en 2011)
- Stéph  - basse (1978-1979)
- Sylvain Thollon  - basse, chœurs (1985-1990)
- Alain Bidot-Naude - batterie
- Marc Faisan (Koko) - batterie (1982-1990)
- Jean Daniel Glorioso - batterie
- Luco - batterie
- Fred Magnan, alias Freddy M - batterie, chœurs (1996-2001)
- Martial Macoulé - batterie (1986)
- Mustapha Cissé - percussions (1986)
- Martial Macoulé - percussions (1985-1990)
- Henri B - claviers (live)
- iojik - claviers, chœurs (1986-1998)
- Riton La Pioche - claviers (1985)
- Jérôme Lemonier - claviers (1989-1990)
- Dany Morvan - claviers (1996-1997)

Management
- Fabrice (Géant Vert) (1978-1984)
- Sylvie Sabrasès
- Étienne (1996-2000)

## Discographie

### Albums studio et EP
- 1987 : Plus d'amour (Comotion - CMT 80019 - édité également en cassette audio)

| Piste Face | Titre                  | Durée | Paroles                                     | Musique           |
| --- | ---------------------- | ----- | ------------------------------------------- | ----------------- |
| A1 | Bleu, blanc, noir      | 05:11 | Michel Paul                                 | Les Porte-Mentaux |
| A2 | Plus d'amour           | 02:31 | Michel Paul                                 | Les Porte-Mentaux |
| A3 | La Rose noire          | 00:00 | Michel Paul                                 | Les Porte-Mentaux |
| A4 | Extermination          | 02:38 | Michel Paul (collaboration : Gérard Glandy) | Les Porte-Mentaux |
| B1 | Le Jardin de la misère | 04:53 | Michel Paul                                 | Les Porte-Mentaux |
| B2 | Assassins              | 03:09 | Michel Paul                                 | Les Porte-Mentaux |
| B3 | Cha la la              | 04:00 | Michel Paul                                 | Les Porte-Mentaux |
| B4 | Les Porte-Mentaux      | 00:00 | Michel Paul                                 | Les Porte-Mentaux |
| Pochette et insert : conception pochette : UBIK Illustration : Pierre Ouin Photographie : Christian Palligiano                                       |                        |       |                                             |                   |
| Personnel : Chant, Guitare : Michel Paul alias BB Guitare, chœurs : Fabrice Paligiano Basse, chœurs : Sylvain Thollon Drums : Marc Faisan alias Koko |                        |       |                                             |                   |
| Réalisation : Philippe Brun alias Phil Burn et les Porte-Mentaux Enregistrement : Studio de Saint-Nom Mixage : Studio d'Auteuil - Paris              |                        |       |                                             |                   |
| Singles : A-La Rose Noire / B-Plus d'Amour |                        |       |                                             |                   |

- 1989 : Les Misérables (WEA Music -  244968-1 - édité également en CD et cassette audio)

| Piste Face | Titre                | Durée | Paroles        | Musique           |
| --- | -------------------- | ----- | -------------- | ----------------- |
| A1 | Pas L'Temps De Rêver | 04:25 | Michel Paul    | Les Porte-Mentaux |
| A2 | Soldat Soldat        | 04:50 | Michel Paul    | Les Porte-Mentaux |
| A3 | Le Grand Bateau      | 03:57 | Michel Paul    | Les Porte-Mentaux |
| A4 | Le Solitaire         | 03:40 | Michel Paul    | Les Porte-Mentaux |
| A5 | C'est Juste          | 04:45 | Michel Paul    | Les Porte-Mentaux |
| B1 | Les Misérables       | 03:50 | Michel Paul    | Les Porte-Mentaux |
| B2 | Les Partizans        | 03:20 | Michel Paul    | Les Porte-Mentaux |
| B3 | Ah ça Ira            | 03:38 | Domaine Public | Les Porte-Mentaux |
| B4 | Le Môme Poli         | 02:42 | Michel Paul    | Les Porte-Mentaux |
| B5 | City Pigalle Sex     | 04:46 | Michel Paul    | Les Porte-Mentaux |
| B6 | État De Siège        | 02:20 | Michel Paul    | Les Porte-Mentaux |
| Pochette et insert : Conception Pochette : Les Porte-Mentaux Photographies : Christian Palligiano, X, Luc Quenlin, Philippe Hamon, François Giaillard, Jean-Bernard Yaguyan                                                                                   |                      |       |                |                   |
| Personnel : Chant, Guitare : Michel Paul alias BB Guitare, chœurs : Fabrice Paligiano Basse, chœurs : Sylvain Thollon Drums : Marc Faisan alias Koko Clavier : Jérôme Lemonier Percussion : Martial Guitare Jazz : Bernard Lara Programmation : Darren Bourne |                      |       |                |                   |
| Réalisation : Jeremy Green Enregistrement : Studio Polygone Toulouse Mixage : Studio Davout Paris Production : WEA Music |                      |       |                |                   |
| Singles : A-C'est Juste / B-Pas l'le temps de rêver A-Les Misérables / Le Solitaire |                      |       |                |                   |

### Albums live
- 2001 : Y'a l'Feu (Dialektik Records - Co-prod BBX Prod  - uniquement édité en CD)

| Piste Face | Titre                  | Durée | Paroles        | Musique                       |
| --- | ---------------------- | ----- | -------------- | ----------------------------- |
| 01 | Plus D'Amour           | 02:52 | Michel Paul    | Les Porte-Mentaux             |
| 02 | Bleu Blanc Noir        | 05:10 | Michel Paul    | Les Porte-Mentaux             |
| 03 | Les Misérables         | 04:22 | Michel Paul    | Les Porte-Mentaux             |
| 04 | C'est Juste            | 04:23 | Michel Paul    | Les Porte-Mentaux             |
| 05 | Le Jardin De La Misère | 05:16 | Michel Paul    | Les Porte-Mentaux             |
| 06 | Les Partisans          | 03:15 | Michel Paul    | Les Porte-Mentaux             |
| 07 | Ah ça Ira              | 04:44 | Domaine Public | Les Porte-Mentaux             |
| 08 | Soldats Soldats        | 07:52 | Michel Paul    | Les Porte-Mentaux             |
| 09 | Elsa Fraülein          | 06:07 | Michel Paul    | Les Porte-Mentaux             |
| 10 | Combat Des Races       | 03:46 | Michel Paul    | Les Porte-Mentaux             |
| 11 | Sha la la              | 04:16 | Michel Paul    | Les Porte-Mentaux             |
| 12 | Les PM                 | 05:39 | Michel Paul    | Les Porte-Mentaux             |
| 13 | Pipeline               | 02:25 | Johnny Thunder | Johnny Thunder                |
| 14 | Couleur Sur Paris      | 04:32 | Joe Hell       | Pat Kebra (reprise Oberkampf) |
| Pochette et insert : Chris Bernies et Michel Paul Alias BB |                        |       |                |                               |
| Personnel : Chant, Guitare : Michel Paul alias BB Guitare : Fabrice Paligiano Basse : Sylvain Thollon Drums : Marc Faisan alias Koko Clavier : Henri B Percussion : Henri B |                        |       |                |                               |
| Prise de Son : Philippe Brun alias Phil Burn Mastering : Michel Paul alias BB sous la direction de D. Lubin                                                                 |                        |       |                |                               |

### Anthologie
- 1998 : Les Porte-mentaux (CD - Mirakkle Records)

| Piste Face | Titre                    | Durée | Paroles     | Musique           |
| --- | ------------------------ | ----- | ----------- | ----------------- |
| 01 | Elsa Fraülein            | 04:40 | Michel Paul | Les Porte-Mentaux |
| 02 | Bleu Blanc Noir          | 05:10 | Michel Paul | Les Porte-Mentaux |
| 04 | Plus d'Amour             | 02:30 | Michel Paul | Les Porte-Mentaux |
| 05 | La Rose Noire            | 03:56 | Michel Paul | Les Porte-Mentaux |
| 06 | Extermination            | 02:38 | Michel Paul | Les Porte-Mentaux |
| 07 | Les Jardins de la Misère | 04:53 | Michel Paul | Les Porte-Mentaux |
| 08 | Assassins                | 03:09 | Michel Paul | Les Porte-Mentaux |
| 09 | Sha La La                | 04:00 | Michel Paul | Les Porte-Mentaux |
| 10 | Le P.M.                  | 00:00 | Michel Paul | Les Porte-Mentaux |
| 11 | Combat des Races         | 03:20 | Michel Paul | Les Porte-Mentaux |
| 12 | Juste une Bombe          | 02:58 | Michel Paul | Les Porte-Mentaux |
| 13 | Elsa Fraülein (Remix)    | 02:58 | Michel Paul | Les Porte-Mentaux |
| Pochette et insert' : n/a |                          |       |             |                   |
| Personnel : Chant, Guitare : Michel Paul alias BB Guitare : Fabrice Paligiano Basse : Sylvain Thollon Drums : Marc Faisan alias Koko les autres crédits sont répartis sur les différents album et singles sources. |                          |       |             |                   |

### Singles
- 1996 : La Rose noire (7"/45T - Promo hors-commerce, sans pochette - Comotion - CMT 80021)

| Piste Face | Titre         | Durée | Paroles     | Musique           |
| --- | ------------- | ----- | ----------- | ----------------- |
| A1 | La Rose Noire | 03:56 | Michel Paul | Les Porte-Mentaux |
| B1 | Plus d'Amour  | 02:30 | Michel Paul | Les Porte-Mentaux |
| Pochette et insert : n/a (sans pochette version promo) |               |       |             |                   |
| Personnel : Chant, Guitare : Michel Paul alias BB Guitare, chœurs : Fabrice Paligiano Basse, chœurs : Sylvain Thollon Drums, Percussions : Marc Faisan alias Koko Percussions [Featuring] : Mustapha Cissé |               |       |             |                   |

- 1986 : Combat des races  (7"/45T - Promo hors-commerce - Comotion Musique - Cmt 80022)

| Piste Face | Titre                | Durée | Paroles     | Musique           |
| --- | -------------------- | ----- | ----------- | ----------------- |
| A1 | Combat des Races     | 03:20 | Michel Paul | Les Porte-Mentaux |
| B1 | Pas l'Temps de rêver | 03:50 | Michel Paul | Les Porte-Mentaux |
| Pochette et insert : conception pochette : Claude Caudron Photographie : Christian Palligiano |                      |       |             |                   |
| Personnel : Chant, Guitare : Michel Paul alias BB Guitare, chœurs : Fabrice Paligiano Basse, chœurs : Sylvain Thollon Drums, Percussions : Marc Faisan alias Koko Percussions [Featuring] : Mustapha Cissé |                      |       |             |                   |
| Producteur : Frank Darcel Ingénieur du son : Stéphane Sahakian Assistant ingénieur du son : Merzouk Management : Sylvie Sabrases                                                                           |                      |       |             |                   |

- 1996 : Combat des races (7"/45T - Comotion Musique - 883 794-7)

| Piste Face | Titre                | Durée | Paroles     | Musique           |
| --- | -------------------- | ----- | ----------- | ----------------- |
| A1 | Combat des Races     | 03:20 | Michel Paul | Les Porte-Mentaux |
| B1 | Pas l'Temps de rêver | 03:50 | Michel Paul | Les Porte-Mentaux |
| Pochette et insert : conception pochette : Claude Caudron Photographie : Christian Palligiano |                      |       |             |                   |
| Personnel : Chant, Guitare : Michel Paul alias BB Guitare, chœurs : Fabrice Paligiano Basse, chœurs : Sylvain Thollon Drums, Percussions : Marc Faisan alias Koko Percussions [Featuring] : Mustapha Cissé |                      |       |             |                   |
| Producteur : Frank Darcel Ingénieur du son : Stéphane Sahakian Assistant ingénieur du son : Merzouk Management : Sylvie Sabrases                                                                           |                      |       |             |                   |

- Elsa fraülein (7"/45T - Comotion - 2021477)

| Piste Face | Titre           | Durée | Paroles     | Musique           |
| --- | --------------- | ----- | ----------- | ----------------- |
| A1 | Elsa Fraülein   | 04:40 | Michel Paul | Les Porte-Mentaux |
| B1 | Juste une Bombe | 02:58 | Michel Paul | Les Porte-Mentaux |
| Pochette et insert : Design [Conception Pochette] – Les Porte Mentaux Photographie : Cyril Collard |                 |       |             |                   |
| Personnel : Chant, Guitare : Michel Paul alias BB Guitare : Fabrice Paligiano Basse : Sylvain Thollon Drums : Marc Faisan alias Koko |                 |       |             |                   |
| Producteur : Nick Patrick Enregistrements' : Studio : Paradise Studios, Londres, Royaume-Uni, Ingénieur du son : Phil Da Costa Studio : Studio Vénus, Longueville, France, Ingénieur du son : Ludovic Studio : IPC Recording Studios - Bruxelles, Belgique, Ingénieur du son : Jean Tranchant Management : Étienne Julien |                 |       |             |                   |

- 1988 : Elsa fraülein Remix (12"/maxi 45 tours - Comotion - 1598466)

| Piste Face | Titre               | Durée | Paroles     | Musique           |
| --- | ------------------- | ----- | ----------- | ----------------- |
| A1 | Elsa Fraülein Remix | 07:50 | Michel Paul | Les Porte-Mentaux |
| B1 | Combat des Races    | 03:00 | Michel Paul | Les Porte-Mentaux |
| B2 | Juste une Bombe     | 02:58 | Michel Paul | Les Porte-Mentaux |
| Pochette et insert : Infographie' : L22B - Réalisation : Blitz / Tintamare                                                                                         |                     |       |             |                   |
| Personnel : Chant, Guitare : Michel Paul alias BB Guitare : Fabrice Paligiano Basse : Sylvain Thollon Drums : Marc Faisan alias Koko Percussions : Martial Macoulé |                     |       |             |                   |
| Producteur : Nick Patrick Mixage Combat des Races : Nick Patrick Producteurs Combats des Races : Michel Paul Fabrice Paligiano                                     |                     |       |             |                   |

- 1989 : C'est juste (7"/45 tours - WEA Music – 246 674-7)

| Piste Face | Titre                | Durée | Paroles     | Musique           |
| --- | -------------------- | ----- | ----------- | ----------------- |
| A1 | C'est Juste          | 04:46 | Michel Paul | Les Porte-Mentaux |
| B1 | Pas l'Temps de rêver | 04:18 | Michel Paul | Les Porte-Mentaux |
| Pochette et insert : conception pochette : Claude Caudron Photographie : F. Gaillard                                                 |                      |       |             |                   |
| Personnel : Chant, Guitare : Michel Paul alias BB Guitare : Fabrice Paligiano Basse : Sylvain Thollon Drums : Marc Faisan alias Koko |                      |       |             |                   |

- 1989 : Les Misérables (7"/45T - WEA Music - 246 953-7)

| Piste Face | Titre          | Durée | Paroles     | Musique           |
| --- | -------------- | ----- | ----------- | ----------------- |
| A1 | Les Misérables | 03:50 | Michel Paul | Les Porte-Mentaux |
| B1 | Le Solitaire   | 03:40 | Michel Paul | Les Porte-Mentaux |
| Pochette et insert' : n/a |                |       |             |                   |
| Personnel : Chant, Guitare : Michel Paul alias BB Guitare : Fabrice Paligiano Basse : Sylvain Thollon Drums : Marc Faisan alias Koko |                |       |             |                   |
| Producteur : Jeremy Green |                |       |             |                   |

### Autres
- 1984 : Les Porte Mentaux (démo K7 3 titres)
- 2001 : Tribute to Trust (CD hommage)
- Autres informations disponibles sur le site officiel des PM Zicazic / Les Porte-mentaux

### Compilations
| Année | Album                                                       | Format | Édition           | Piste Face | Titre             | Paroles     | Musique           |
| --- | ----------------------------------------------------------- | ------ | ----------------- | ---------- | ----------------- | ----------- | ----------------- |
| 1984 | France Profonde                                             | LP     | Banzai Records    | B1         | A ça ira          | Michel Paul | Les Porte-Mentaux |
| 1984 | The Second                                                  | 2LP    | New Wave Records  | D1-B3      | Extermination     | Michel Paul | Les Porte-Mentaux |
| 1985 | Les Héros du peuple sont immortels                          | LP     | Gougnaf Mouvement | A5         | Voyou             | Michel Paul | Les Porte-Mentaux |
| 1989 | France profonde vol 1 et 2                                  | 2CD    | Mantra            | CD1-01     | Ah ça ira         | Michel Paul | Les Porte-Mentaux |
| 1997 | Best of rock français                                       | CD     | CNR Music France  | 4          | Elsa Fraülein     | Michel Paul | Les Porte-Mentaux |
| 2000 | 40 ans de rock français (1960-2000 l'anthologie définitive) | 4CD    | Remedy            | CD1-02     | Au nom de la race | Michel Paul | Les Porte-Mentaux |
| 2001 | Dialektik City Rockers                                      | 2CD    | Dialektik Records | CD2-09     | Plus d'amour      | Michel Paul | Les Porte-Mentaux |
| 2001 | Ultime 80 special rock français                             | 2CD    | Virgin France Sa  | CD1-13     | Elsa Fraülein     | Michel Paul | Les Porte-Mentaux |
| 2003 | Mega 80                                                     | 4CD    | Wagram Music      | CD4-09     | Elsa Fraülein     | Michel Paul | Les Porte-Mentaux |
| Pochette et insert : n/a |                                                             |        |                   |            |                   |             |                   |
| Personnel : Chant, Guitare : Michel Paul alias BB Guitare : Fabrice Paligiano Basse : Sylvain Thollon Drums : Marc Faisan alias Koko les autres crédits sont répartis sur les différents album et singles sources. |                                                             |        |                   |            |                   |             |                   |

## Filmographie

### Michel Paul
- 1983 : Tchao Pantin - Réalisé par Claude Berri - Rôle de Momo.  Gogol Premier et la Horde également dans la distribution / Apparition au Gibus (Petit Gibus) dans le film.

### Les Porte-Mentaux
- 1984 : Le Dortoir des grandes (film, réalisé par Pierre Unia ; le groupe interprète Ah ça ira)
- 1985 : Combat des races (clip réalisé par N/A )
- 1986 : Deux Bâtons pour un Rocker (téléfilm réalisé par Claude Grinberg, scénario : Michel Truffaut - Musique Les Porte-Mentaux - Diffusion France Régions 3 (FR3))
  - Le groupe Mahnho est interprété par : Fred Maknho (Michel Paul - chant, guitare), Fabrice Makhno (Fabrice Palligiano - guitare), Koko (Marc Faisan - batterie), Sylvain (Sylvain Thollon - basse), Le pitch : « Le groupe est victime de l'arnaque d'une maison de disques »
- 1987 : Elsa Fräulein (clip ; réalisé par Cyril Collard)